# BRIT Awards
Brit Awards (The Brits) — ежегодная церемония вручения музыкальных наград Великобритании в области поп-музыки, основана Британской ассоциацией производителей фонограмм, является британским эквивалентом премии Грэмми. Впервые вручена в 1977 году (ежегодно вручается с 1982). Для исполнителей классической музыки существует отдельная премия Classical BRIT Awards, вручаемая в мае каждого года, начиная с 2000 года.

## Главные победители по годам
- 1977: The Beatles — 3 награды
- 1981: без явных лидеров
- 1982: без явных лидеров
- 1983: Пол Маккартни — 2 награды
- 1984: Майкл Джексон, Culture Club — 2 награды
- 1985: Принс — 2 награды
- 1986: Eurythmics — 2 награды
- 1987: Питер Габриэль — 2 награды
- 1988: без явных лидеров
- 1989: Фил Коллинс, Майкл Джексон, Fairground Attraction и Трэйси Чапмен — 2 награды
- 1990: Queen, Нене Черри, Фил Коллинс и Fine Young Cannibals — 2 награды
- 1991: без явных лидеров
- 1992: Seal — 3 награды
- 1993: Annie Lennox и Simply Red — 2 награды
- 1994: Бьорк, Take That и Stereo MC's — 2 награды
- 1995: Blur — 4 награды (рекорд наряду с Адель)
- 1996: Oasis — 3 награды.
- 1997: Manic Street Preachers и Spice Girls — 2 награды
- 1998: The Verve — 3 награды
- 1999: Робби Уильямс — 3 награды
- 2000: Travis, Robbie Williams и Мэйси Грей — 2 награды
- 2001: Робби Уильямс — 3 награды
- 2002: Dido и Кайли Миноуг — 2 награды
- 2003: Coldplay и Ms. Dynamite — 2 награды
- 2004: The Darkness — 3 награды
- 2005: Scissor Sisters — 3 награды
- 2006: Kaiser Chiefs — 3 награды
- 2007: Arctic Monkeys и The Killers — 2 награды
- 2008: Arctic Monkeys, Foo Fighters и Take That — 2 награды
- 2009: Даффи — 3 награды
- 2010: Леди Гага — 3 награды
- 2011: Arcade Fire и Тайни Темпа — 2 награды
- 2012: Адель и Эд Ширан — 2 награды
- 2013: Ben Howard и Эмели Сандей — 2 награды
- 2014: Arctic Monkeys и One Direction — 2 награды
- 2015: Sam Smith — 3 награды
- 2016: Адель — 4 награды (рекорд наряду с Blur)
- 2017: Дэвид Боуи — 2 награды
- 2018: Дуа Липа и Stormzy — 2 награды
- 2019: The 1975 и Кельвин Харрис — 2 награды
- 2020: Льюис Капальди — 2 награды
- 2021: Дуа Липа — 2 награды
- 2022: Адель — 3 награды

## Награды по годам

### 2020
Ведущие: Джек Уайтхолл 

Место проведения: O2 Арена (Лондон)

### 2019
Ведущие: Джек Уайтхолл 

Место проведения: O2 Арена (Лондон)
- Лучший британский исполнитель: Джордж Эзра
- Лучшая британская исполнительница: Джорджа Смит
- Лучшая британская группа: The 1975
- Лучший британский сингл: Кельвин Харрис и Дуа Липа — «One Kiss»
- Лучший британский альбом: The 1975 — A Brief Inquiry into Online Relationships
- Лучший международный исполнитель: Дрейк
- Лучшая международная исполнительница: Ариана Гранде
- Лучшая международная группа: The Carters
- Британский прорыв года: Том Уокер
- Мировое признание: Эд Ширан
- Выдающийся вклад в музыку: Пинк
- Британский видеоклип года: Little Mix с Ники Минаж — «Woman Like Me»
- Выбор критиков: Сэм Фендер
- Британский продюсер года: Кельвин Харрис

### 2018
Ведущие: Джек Уайтхолл 

Место проведения: O2 Арена (Лондон)
- Лучший британский исполнитель: Stormzy
- Лучшая британская исполнительница: Дуа Липа
- Лучшая британская группа: Gorillaz
- Лучший британский сингл: Rag’n’Bone Man — «Human»
- Лучший британский альбом: Stormzy — Gang Signs & Prayer
- Лучший международный исполнитель: Кендрик Ламар
- Лучшая международная исполнительница: Лорд
- Лучшая международная группа: Foo Fighters
- Британский прорыв года: Дуа Липа
- Мировое признание: Эд Ширан
- Британский видеоклип года: Гарри Стайлз — «Sign of the Times»
- Выбор критиков: Джорджа Смит
- Британский продюсер года: Стив Мак

### 2017
Ведущие: Дермот О’лири, Эмма Уиллис 

Место проведения: O2 Арена (Лондон)
- Лучший британский исполнитель: Дэвид Боуи (посмертно)
- Лучшая британская исполнительница: Эмели Санде
- Лучшая британская группа: The 1975
- Лучший британский сингл: Little Mix — «Shout Out to My Ex»
- Лучший британский альбом: Дэвид Боуи — Blackstar (посмертно)
- Лучший международный исполнитель: Дрейк
- Лучшая международная исполнительница: Бейонсе
- Лучшая международная группа: A Tribe Called Quest
- Британский прорыв года: Rag’n’Bone Man
- Мировое признание: Адель
- Британская музыкальная икона: Робби Уильямс
- Британский видеоклип года: One Direction — «History»
- Выбор критиков: Rag’n’Bone Man

### 2016
Ведущие: Ant&Dec 

Место проведения: O2 Арена (Лондон)
- Лучший британский исполнитель: Aphex Twin
- Лучшая британская исполнительница: Адель
- Лучшая британская группа: Coldplay
- Лучший британский сингл: Адель — «Hello»
- Лучший британский альбом: Адель — 25
- Лучший международный исполнитель: Джастин Бибер
- Лучшая международная исполнительница: Бьорк
- Лучшая международная группа: Tame Impala
- Британский прорыв года: Джеймс Бей
- Мировое признание: Адель
- Британская музыкальная икона: Дэвид Боуи

### 2015
Ведущие: Ant&Dec 

Место проведения: O2 Арена (Лондон)
- Лучший британский исполнитель: Ed Sheeran
- Лучшая британская исполнительница: Paloma Faith
- Лучший британский новый исполнитель: Sam Smith
- Лучшая британская группа: Royal Blood
- Лучший британский сингл: Mark Ronson feat Bruno Mars — Uptown Funk
- Лучший британский альбом: Ed Sheeran — X
- Лучший международный исполнитель: Pharrell Williams
- Лучшая международная исполнительница: Taylor Swift
- Лучшая международная группа: Foo Fighters
- Лучшее живое исполнение: Sam Smith
- Мировое признание: Sam Smith

### 2014
Ведущие: Джеймс Корден 

Место проведения: O2 Арена (Лондон)
- Лучший британский исполнитель: David Bowie
- Лучшая британская исполнительница: Ellie Goulding
- Лучший британский новый исполнитель: Bastille
- Лучшая британская группа: Arctic Monkeys
- Лучший британский сингл: Rudimental feat Ella Eyre — Waiting All Night
- Лучший британский альбом: Arctic Monkeys — AM
- Лучший международный исполнитель: Bruno Mars
- Лучшая международная исполнительница: Lorde
- Лучшая международная группа: Daft Punk

### 2013
Ведущие: Джеймс Корден 
Место проведения: O2 Арена (Лондон)
- Лучший британский исполнитель: Ben Howard
- Лучшая британская исполнительница: Emeli Sandé
- Лучший британский новый исполнитель: Ben Howard
- Лучшая британская группа: Mumford & Sons
- Лучший британский сингл: Adele — Skyfall
- Лучший британский альбом: Emeli Sandé — Our Version Of Events
- Лучший международный исполнитель: Frank Ocean
- Лучшая международная исполнительница: Lana Del Rey
- Лучшая международная группа: The Black Keys
- Лучшее живое исполнение: Coldplay
- Композитор года: Ханс Циммер — за саундтреки к фильмам «Тёмный рыцарь: Возрождение легенды» (2012) и «Человек из стали» (2013)[1].
- Мировое признание: One Direction

### 2012
Место проведения: O2 Арена (Лондон)

### 2011
Ведущие: James Corden 

Место проведения: O2 Арена (Лондон)
- Лучший британский альбом: Mumford & Sons — Sigh No More
- Лучший британский исполнитель: Plan B
- Лучшая британская исполнительница: Лора Марлинг
- Лучшая британская группа: Take That
- Лучший британский новый исполнитель: Тайни Темпа
- Лучший британский сингл: Тайни Темпа — «Pass Out»
- Лучший международный исполнитель: Cee Lo Green
- Лучшая международная исполнительница: Рианна
- Лучший международный новый исполнитель: Джастин Бибер
- Лучшая международная группа: Arcade Fire
- Лучший международный альбом: Arcade Fire — The Suburbs
- Избранники музыкальной критики: Джесси Джей

### 2010
Ведущие: Питер Кей, Ферни Коттон 

Место проведения: Earls Court (Лондон)
- Лучший британский исполнитель: Диззи Раскал
- Лучшая британская исполнительница: Лили Аллен
- Лучшая британская группа: Kasabian
- Лучший британский сингл: JLS — «Beat Again»
- Лучший британский альбом: Florence and the Machine — Lungs
- Лучший британский новый исполнитель: JLS
- Лучший международный исполнитель: Jay-Z
- Лучшая международная исполнительница: Леди Гага
- Лучший международный новый исполнитель: Леди Гага
- Лучший международный альбом: Леди Гага — The Fame
- Лучший британский сингл за 30 лет (BRITs Hits 30): Spice Girls — «Wannabe»
- Лучший британский альбом за 30 лет (BRITs Album of 30 Years): Oasis — «(What’s the Story) Morning Glory?»
- Избранники музыкальной критики: Элли Голдинг
- Выдающийся вклад в развитие музыки: Робби Уильямс

### 2009
Ведущие: Джеймс Корден, Мэтью Хорн и Кайли Миноуг

Место проведения: Earls Court
- Лучший британский исполнитель: Paul Weller
- Лучшая британская исполнительница: Даффи
- Лучшая британская группа: Elbow
- Лучший британский сингл: Girls Aloud — «The Promise»
- Лучший британский альбом: Duffy — Rockferry
- Лучший британский новый исполнитель: Даффи
- Лучший британский концертный исполнитель: Iron Maiden
- Лучший международный исполнитель: Канье Уэст
- Лучший международный исполнитель: Кэти Перри
- Лучшая международная группа: Kings of Leon
- Лучший международный альбом: Kings of Leon — Only By The Night
- Британский продюсер года: Bernard Butler — Rockferry, альбом Duffy
- Избранники музыкальной критики: Florence and the Machine
- Выдающийся вклад в развитие музыки: Pet Shop Boys

### 2008
Ведущий: The Osbournes

Место проведения: Earls Court
- Лучший британский исполнитель: Марк Ронсон
- Лучшая британская исполнительница: Кейт Нэш
- Лучшая британская группа: Arctic Monkeys
- Лучший британский сингл: Take That — «Shine»
- Лучший британский альбом: Arctic Monkeys — Favourite Worst Nightmare
- Лучший британский новый исполнитель: Мика
- Лучший британский концертный исполнитель: Take That
- Лучший международный исполнитель: Канье Уэст
- Лучшая международная исполнительница: Кайли Миноуг
- Лучшая международная группа: Foo Fighters
- Лучший международный альбом: Foo Fighters — Echoes, Silence, Patience & Grace
- Избранница музыкальных критиков (Critics' choice award): Адель
- Выдающийся вклад в развитие музыки: сэр Пол Маккартни

### 2007
Ведущий: Рассел Бренд

Место проведения: Earls Court
- Лучший британский исполнитель: Джеймс Моррисон
- Лучшая британская исполнительница: Эми Уайнхаус
- Лучшая британская группа: Arctic Monkeys
- Лучший британский альбом: Arctic Monkeys — «Whatever People Say I Am, That’s What I’m Not»
- Лучший британский сингл: Take That — «Patience»
- Лучший британский новый исполнитель: The Fratellis
- Лучший британский концертный исполнитель: Muse
- Лучший международный исполнитель: Джастин Тимберлейк
- Лучшая международная исполнительница: Нелли Фуртадо
- Лучшая международная группа: The Killers
- Лучший международный альбом: The Killers — «Sam’s Town»
- Лучший международный новый исполнитель: Orson
- Выдающийся вклад в музыку: Oasis

### 2006
Ведущий: Chris Evans

Место проведения: Earls Court
- Лучший британский исполнитель: Джеймс Блант
- Лучшая британская исполнительница: KT Tunstall
- Британская группа: Kaiser Chiefs
- Британский альбом: Coldplay — X&Y
- Британская сингл: Coldplay — «Speed Of Sound»
- Британский новый исполнитель: Arctic Monkeys
- Британский урбан-исполнитель: Lemar
- Британский рок-исполнитель: Kaiser Chiefs
- Британский концертный исполнитель: Kaiser Chiefs
- Поп-исполнитель: Джеймс Блант
- Международный исполнитель: Канье Уэст
- Международная исполнительница: Мадонна
- Международная группа: Green Day
- Международный альбом: Green Day — American Idiot
- Международный новый исполнитель: Джек Джонсон
- Выдающийся вклад в музыку: Пол Уэллер

### 2005
Ведущий: Chris Evans

Место проведения: Earls Court
- Лучший британский исполнитель: The Streets
- Лучшая британская исполнительница: Джосс Стоун
- Британская группа: Franz Ferdinand
- Британский альбом: Keane — Hopes and Fears
- Британский сингл: Уилл Янг — «Your Game»
- Британский новый исполнитель: Keane
- Британский урбан-исполнитель: Джосс Стоун
- Британский рок-исполнитель: Franz Ferdinand
- Британский концертный исполнитель: Muse
- Поп-исполнитель: Mcfly
- Международный исполнитель: Эминем
- Международная исполнительница: Гвен Стефани
- Международный новый исполнитель: Scissor Sisters
- Международная группа: Scissor Sisters
- Международный альбом: Scissor Sisters — Scissor Sisters
- Выдающийся вклад в музыку: Боб Гелдоф

### 2004
Ведущий: Кэт Дили

Место проведения: Earls Court
- Лучший британский альбом: The Darkness — Permission to Land
- Лучший британский новый исполнитель: Busted
- Лучший британский танцевальный исполнитель — Basement Jaxx
- Лучшая британская исполнительница: Dido
- Лучшая британская группа: The Darkness
- Лучший британский исполнитель: Дэниел Бедингфилд
- Лучший британский рок-исполнитель: The Darkness
- Лучший британский сингл: Dido — «White Flag»
- Лучший британский урбан-исполнитель: Lemar
- Лучший международный альбом: Джастин Тимберлейк — Justified
- Лучший международный новый исполнитель: 50 Cent
- Лучшая международная исполнительница: Бейонсе
- Лучшая международная группа: The White Stripes
- Лучший международный исполнитель: Джастин Тимберлейк
- Выдающийся вклад в музыку: Duran Duran
- Лучший поп-исполнитель: Busted

### 2003
Ведущий: Davina McCall

Место проведения: Earls Court
- Лучший британский альбом: Coldplay — A Rush of Blood to the Head
- Лучший британский новый исполнитель: Уилл Янг
- Лучший британский танцевальный исполнитель: Sugababes
- Лучшая британская исполнительница: Ms. Dynamite
- Лучшая британская группа: Coldplay
- Лучший британский исполнитель: Робби Уильямс
- Лучший британский сингл: Liberty X — «Just a Little»
- Лучший британский урбан-исполнитель: Ms. Dynamite
- Лучший международный альбом: Eminem — The Eminem Show
- Лучший международный новый исполнитель: Нора Джонс
- Лучшая международная исполнительница: Pink
- Лучшая международная группа: Red Hot Chili Peppers
- Лучший международный исполнитель: Эминем
- Выдающийся вклад в музыку: Том Джонс
- Лучший поп-исполнитель: Blue

### 2002
Ведущие: Frank Skinner & Zoe Ball

Место проведения: Earls Court
- Лучший британский альбом: Dido — No Angel
- Лучший британский новый исполнитель: Blue
- Лучший британский танцевальный исполнитель: Basement Jaxx
- Лучшая британская исполнительница: Dido
- Лучшая британская группа: Travis
- Лучший британский исполнитель: Робби Уильямс
- Лучший британский сингл: S Club 7 — «Don’t Stop Movin'»
- Лучшее британский видеоклип: So Solid Crew — «21 Seconds»
- Лучший международный альбом: Кайли Миноуг — Fever
- Лучший международный новый исполнитель: The Strokes
- Лучшая международная исполнительница: Кайли Миноуг
- Лучшая международная группа: Destiny’s Child
- Лучший международный исполнитель: Шэгги
- Выдающийся вклад в музыку: Стинг
- Лучший поп-исполнитель: Westlife

### 2001
Ведущие: Ant & Dec 

Место проведения: Earls Court
- Лучший саундтрек: «Красота по-американски»
- Лучший британский альбом: Coldplay — Parachutes
- Лучший британский новый исполнитель: A1
- Лучший британский танцевальный исполнитель: Fatboy Slim
- Лучшая британская исполнительница: Sonique
- Лучшая британская группа: Coldplay
- Лучший британский исполнитель: Робби Уильямс
- Лучший британский сингл: Робби Уильямс — «Rock DJ»
- Лучший британский видеоклип: Робби Уильямс — «Rock DJ»
- Лучший международный новый исполнитель: Келис
- Лучшая международная исполнительница: Мадонна
- Лучшая международная группа: U2
- Лучший международный исполнитель: Эминем
- Выдающийся вклад в музыку: U2
- Лучший поп-исполнитель — Westlife

### 2000
Ведущий: Davina McCall

Место проведения: Earls Court
- Самый успешный концертный исполнитель: Steps
- Лучший саундтрек: Ноттинг Хилл
- Лучший британский альбом: Travis — The Man Who
- Лучший британский новый исполнитель: S Club 7
- Лучший британский танцевальный исполнитель: The Chemical Brothers
- Лучшая британская исполнительница: Бет Ортон
- Лучшая британская группа: Travis
- Лучший британский исполнитель: Том Джонс
- Лучший британский сингл: Робби Уильямс — «She’s the One»
- Лучший британский видеоклип: Робби Уильямс — «She’s the One»
- Лучший международный новый исполнитель: Мэйси Грэй
- Лучшая международная исполнительница: Мэйси Грэй
- Лучшая международная группа: TLC
- Лучший международный исполнитель: Бек
- Выдающийся вклад в музыку: Spice Girls
- Лучший поп-исполнитель — 5ive

### 1999
Ведущий: Johnny Vaughan

Место проведения: London Arena
- Лучший саундтрек — «Титаник»
- Лучший британский альбом: Manic Street Preachers — This Is My Truth Tell Me Yours
- Лучший британский новый исполнитель: Belle & Sebastian
- Лучший британский танцевальный исполнитель: Fatboy Slim
- Лучшая британская исполнительница: Des'ree
- Лучшая британская группа: Manic Street Preachers
- Лучший британский исполнитель: Робби Уильямс
- Лучший британский сингл: Робби Уильямс — «Angels»
- Лучший британский видеоклип: Робби Уильямс — «Millennium»
- Лучший международный новый исполнитель: Натали Имбрулья
- Лучшая международная исполнительница: Натали Имбрулья
- Лучшая международная группа: The Corrs
- Лучший международный исполнитель: Бек
- Выдающийся вклад в музыку: Eurythmics

### 1998
Ведущий: Ben Elton

Место проведения: London Arena
- Лучший британский продюсер — The Verve, Chris Potter и Youth
- Самый продаваемый по альбомам исполнитель: Spice Girls
- Лучший саундтрек: Мужской стриптиз
- Лучший британский альбом: The Verve — Urban Hymns
- Лучший британский новый исполнитель: Stereophonics
- Лучший британский танцевальный исполнитель: The Prodigy
- Лучшая британская исполнительница: Shola Ama
- Лучшая британская группа: The Verve
- Лучший британский исполнитель: Finley Quaye
- Лучший британский сингл: All Saints — «Never Ever»
- Лучший британский видеоклип: All Saints — «Never Ever»
- Награда имени Фредди Меркьюри: Элтон Джон
- Лучший британский новый исполнитель: Eels
- Лучшая международная исполнительница: Бьорк
- Лучшая международная группа: U2
- Лучший международный исполнитель: Джон Бон Джови
- Выдающийся вклад в музыку: Fleetwood Mac

### 1997
Ведущий: Ben Elton

Место проведения: Earls Court
- Лучший британский продюсер: Джон Леки
- Лучший саундтрек: На игле
- Лучший британский альбом: Manic Street Preachers — Everything Must Go
- Лучший британский новый исполнитель: Kula Shaker
- Лучший британский танцевальный исполнитель: The Prodigy
- Лучшая британская исполнительница: Gabrielle
- Лучшая британская группа: Manic Street Preachers
- Лучший британский исполнитель: Джордж Майкл
- Лучший британский сингл: Spice Girls — «Wannabe»
- Лучший британский видеоклип: Spice Girls — «Say You’ll Be There»
- Лучший британский новый исполнитель: Роберт Майлз
- Лучшая международная исполнительница: Шерил Кроу
- Лучшая международная группа: The Fugees
- Лучший международный исполнитель: Бек
- Выдающийся вклад в музыку: Bee Gees

### 1996
Ведущий: Chris Evans

Место проведения: Earls Court
- Исполнитель поколения: Майкл Джексон
- Лучший британский продюсер: Брайан Ино
- Лучший саундтрек: Бэтмен навсегда
- Лучший британский альбом: Oasis — (What’s the Story) Morning Glory?
- Лучший британский новый исполнитель: Supergrass
- Лучший британский танцевальный исполнитель: Massive Attack
- Лучшая британская исполнительница: Энни Леннокс
- Лучшая британская группа: Oasis
- Лучший британский исполнитель: Paul Weller
- Лучший британский сингл: Take That — «Back for Good»
- Лучший британский видеоклип: Oasis — «Wonderwall»
- Награда имени Фредди Меркьюри: The Help Album for the Charity Warchild
- Лучший международный новый исполнитель: Аланис Мориссетт
- Лучшая международная исполнительница: Бьорк
- Лучшая международная группа: Bon Jovi
- Лучший международный исполнитель: Принс
- Выдающийся вклад в музыку: Дэвид Боуи

### 1995
Ведущий: Chris Evans

Место проведения: Александра-палас
- Лучший британский продюсер: Nellee Hooper
- Лучший саундтрек: «Криминальное чтиво»
- Лучший британский альбом: Blur — Parklife
- Лучший британский новый исполнитель: Oasis
- Лучший британский танцевальный исполнитель: M People
- Лучшая британская исполнительница: Eddi Reader
- Лучшая британская группа: Blur
- Лучший британский исполнитель: Paul Weller
- Лучший британский сингл: Blur — «Parklife»
- Лучший британский видеоклип: Blur — «Parklife»
- Лучший международный новый исполнитель: Lisa Loeb
- Лучшая международная исполнительница: k.d. lang
- Лучшая международная группа: R.E.M.
- Лучший международный исполнитель: Принс
- Выдающийся вклад в музыку: Элтон Джон

### 1994
Ведущий: Ру Пол & Элтон Джон

Место проведения: Александра-палас
- Лучший саундтрек: «Телохранитель (The Bodyguard)»
- Лучший британский продюсер: Брайан Ино
- Best selling album & Single: Мит Лоуф
- Лучший британский альбом: Stereo MC's — Connected
- Лучший британский новый исполнитель: Gabrielle
- Лучший британский танцевальный исполнитель: M People
- Лучшая британская исполнительница: Dina Carroll
- Лучшая британская группа: Stereo MC's
- Лучший британский исполнитель: Стинг
- Лучший британская сингл: Take That — «Pray»
- Лучший британский видеоклип: Take That — «Pray»
- International breakthrough act: Бьорк
- International female: Бьорк
- Лучшая международная группа: Crowded House
- International male: Ленни Кравиц
- Выдающийся вклад в музыку: Ван Моррисон

### 1993
Ведущий: Richard O'Brien

Место проведения: Александра-палас
- Лучший британский продюсер: Питер Гэбриэл
- Лучший международный соло исполнитель: (исполнитель, ранее известный как Принс)
- Лучший саундтрек: «Мир Уэйна»
- Лучший британский альбом: Энни Леннокс — «Diva»
- Лучший британский новый исполнитель: Тэсмин Арчер
- Лучшая британская исполнительница: Энни Леннокс
- Лучшая британская группа: Simply Red
- Лучший британский исполнитель: Мик Хакнелл
- Лучший британский сингл: Take That — «Could It Be Magic»
- Лучший британский видеоклип: Shakespear's Sister — «Stay»
- Лучший международный новый исполнитель: Nirvana
- Лучшая международная группа: R.E.M.
- Выдающийся вклад в музыку: Род Стюарт

### 1992
Место проведения: Hammersmith Odeon
- Лучший британский продюсер: Тревор Хорн
- Лучшая классическая запись: Джузеппе Верди — (сэр Георг Шолти) — «Otello»
- Лучший саундтрек: «Группа „Коммитментс“»
- Лучший британский альбом: Сил — «Seal (1991)»
- Лучший британский новый исполнитель: Beverley Craven
- Лучшая британская исполнительница: Лиза Стэнсфилд
- Лучшая британская группа: The KLF и Simply Red (совместные исполнители)
- Лучший британский исполнитель: Сил
- Лучший британский сингл: Queen «These Are the Days of Our Lives»
- Лучший британский видеоклип: Сил — «Killer»
- Лучший международный новый исполнитель: P. M. Dawn
- Лучшая международная группа: R.E.M.
- Выдающийся вклад в музыку: Фредди Меркьюри

### 1991
- Лучший британский продюсер: Крис Томас
- Лучшая классическая запись: Хосе Каррерас, Пласидо Доминго, Лучано Паваротти — «The Three Tenors in Concert»
- Лучший саундтрек: «Твин Пикс»
- Лучший британский альбом: Джордж Майкл — «Listen Without Prejudice»
- Лучший британский новый исполнитель: Betty Boo
- Лучшая британская исполнительница: Лиза Стэнсфилд
- Лучшая британская группа: The Cure
- Лучший британский исполнитель: Элтон Джон
- Лучший британский сингл: Depeche Mode «Enjoy the Silence»
- Лучший британский видеоклип: The Beautiful South «A Little Time»
- Лучший международный новый исполнитель: MC Hammer
- Лучшая международная исполнительница: Шинейд О’Коннор
- Лучшая международная группа: INXS
- Лучший международный исполнитель: Майк Хатчинс
- Выдающийся вклад в музыку: Status Quo

### 1990
Ведущий: Cathy McGowan

Место проведения: театр «Доминион»
- Лучший британский продюсер: Дэйв Стюарт
- Лучшая классическая запись: Саймон Рэттл — Джордж Гершвин — «Porgy And Bess»
- Лучший международный соло исполнитель: Нене Черри
- Лучший видеоклип: The Cure — «Lullaby»
- Лучший саундтрек: «Бэтмен»
- Лучший британский альбом: Fine Young Cannibals — The Raw and the Cooked
- Лучший британский новый исполнитель: Лиза Стэнсфилд
- Лучшая британская исполнительница: Энни Леннокс
- Лучшая британская группа: Fine Young Cannibals
- Лучший британский исполнитель: Фил Коллинз
- Лучший британская сингл: Фил Коллинз — «Another Day in Paradise»
- Лучший международный новый исполнитель: Нене Черри
- Лучшая международная группа: U2
- Выдающийся вклад в музыку: Queen

### 1989
Ведущие: Мик Флитвуд & Sam Fox
- Лучшая классическая запись: Георг Фридрих Гендель — «The Messiah»
- Лучший видеоклип: Майкл Джексон — «Smooth Criminal»
- Лучший саундтрек: «Бастер»
- Лучший британский альбом: Fairground Attraction — «The First of a Million Kisses»
- Лучший британский новый исполнитель: Bros
- Лучшая британская исполнительница: Энни Леннокс
- Лучшая британская группа: Erasure
- Лучший британский исполнитель: Фил Коллинз
- Лучший британская сингл: Fairground Attraction — «Perfect»
- Международный прорыв: Трэйси Чэпмен
- Лучшая британская исполнительница: Трэйси Чэпмен
- Лучшая международная группа: U2
- Лучший международный исполнитель: Майкл Джексон
- Выдающийся вклад в музыку: Клифф Ричард

### 1988
Место проведения: Альберт-холл
- Лучший британский продюсер: Stock Aitken Waterman
- Лучшая классическая запись: Ральф Воан-Уильямс — «Symphony No. 5»
- Лучший международный исполнитель: Майкл Джексон
- Лучший видеоклип: New Order — «True Faith»
- Лучший саундтрек: «The Phantom of the Opera»
- Лучший британский альбом: Стинг — «Nothing Like the Sun»
- Лучший британский новый исполнитель: Wet Wet Wet
- Лучшая британская исполнительница: Элисон Мойе
- Лучшая британская группа: Pet Shop Boys
- Лучший британский исполнитель: Джордж Майкл
- Лучший британская сингл: Рик Эстли — «Never Gonna Give You Up»
- Международный прорыв: Теренс Трент Д’Арби
- Лучшая международная группа: U2
- Выдающийся вклад в музыку: The Who

### 1987
Ведущий: Jonathan King

Место проведения: Grosvenor Hotel
- Лучший британский продюсер: Дэйв Стюарт
- Лучшая классическая запись: Джулиан Ллойд Уэббер/Royal Philharmonic Orchestra «Elgar Cello Concerto»
- Лучший международный сольный исполнитель — Пол Саймон
- Лучший саундтрек: «Лучший стрелок»
- Лучший британский альбом: Dire Straits «Brothers in Arms»
- Лучший британский новый исполнитель: The Housemartins
- Лучшая британская исполнительница: Кейт Буш
- Лучшая британская группа: Five Star
- Лучший британский исполнитель: Питер Гэбриэл
- Лучший британская сингл: Pet Shop Boys — «West End Girls»
- Лучший британский видеоклип: Питер Гэбриэл — «Sledgehammer»
- Лучшая международная группа: The Bangles
- Выдающийся вклад в музыку: Эрик Клэптон

### 1986
Место проведения: Grosvenor Hotel
- Лучший британский продюсер: Дэйв Стюарт
- Лучший международный исполнитель: Брюс Спрингстин
- Лучшая британская исполнительница: Энни Леннокс
- Лучшая британская группа: Dire Straits
- Лучший британский исполнитель: Фил Коллинз
- Лучший британский сингл: Tears for Fears — «Everybody Wants to Rule the World»
- Лучший британский видеоклип: Paul Young — «Everytime You Go Away»
- Лучший британский новый исполнитель: Go West
- Лучшая международная группа: Huey Lewis and the News
- Выдающийся вклад в музыку: Wham! и Элтон Джон (Joint Winners)

### 1985
Ведущий: Noel Edmonds

Место проведения: Grosvenor Hotel
- Best British comedy recording: Neil (also known as Nigel Planer) — «Hole In My Shoe»
- Лучший британский продюсер: Тревор Хорн
- Лучшая классическая запись: Антонио Вивальди — «Времена года»
- Лучший международный исполнитель: Принс и the Revolution
- Лучший саундтрек: «Purple Rain»
- Лучший британский альбом: Sade — «Diamond Life»
- Лучшая британская исполнительница: Элисон Мойе
- Лучшая британская группа: Wham!
- Лучший британский исполнитель: Paul Young
- Лучший британская сингл: Frankie Goes to Hollywood — «Relax»
- Лучший британский видеоклип: Duran Duran — «The Wild Boys»
- Выдающийся вклад в музыку: The Police
- Специальная награда: Боб Гелдоф и Мидж Юр

### 1984
Место проведения: Grosvenor Hotel
- Лучший британский продюсер: Steve Levine
- Лучшая классическая запись: Кири Те Канава — «Songs of the Auvergne»
- Лучший международный исполнитель: Майкл Джексон
- Лучший британский новый исполнитель: Paul Young
- Лучшая британская исполнительница: Энни Леннокс
- Лучшая британская группа: Culture Club
- Лучший британский исполнитель: Дэвид Боуи
- Самый продаваемый сингл: Culture Club — «Karma Chameleon»
- Выдающийся вклад в музыку: Джордж Мартин
- Награда Sony за технические мастерство: Spandau Ballet

### 1983
Ведущий: Тим Райс

Место проведения: Grosvenor Hotel
- Лучший британский продюсер: Тревор Хорн
- Лучшая классическая запись: John Williams — «Portrait»
- Лучший международный исполнитель: Kid Creole and the Coconuts
- Best Live Act: U2
- Best selling album: Барбра Стрейзанд — «Love Songs» (также выпущен как «Memories» в США)
- Лучший британский новый исполнитель: Yazoo
- Лучшая британская исполнительница: Ким Уайлд
- Лучшая британская группа: Dire Straits
- Лучший британский исполнитель: Пол Маккартни
- Лучший британская сингл: Dexys Midnight Runners — «Come On Eileen»
- Награда за пожизненные достижения: Пит Таунсенд
- Выдающийся вклад в музыку: The Beatles
- Специальная награда: Chris Wright
- Награда Sony за технические мастерство: Пол Маккартни

### 1982
Ведущий: David Jacobs

Место проведения: Grosvenor Hotel
- Лучший британский продюсер: Martin Rushent
- Лучшая классическая запись: Густав Малер — «Symphony No. 10»
- Самый продаваемый альбом: Adam and the Ants — «Kings Of The Wild Frontier»
- Лучший британский новый исполнитель: The Human League
- Лучшая британская исполнительница: Randy Crawford
- Лучшая британская группа: The Police
- Лучший британский исполнитель: Клифф Ричард
- Выдающийся вклад в музыку: Джон Леннон

### 1977
Ведущий: Michael Aspel

Место проведения: Wembley Conference Centre
n.b. these awards were to mark the Queen's Silver Jubilee and were for the previous 25 years of her reign.
- Лучшая британская немузыкальная запись: Ричард Бёртон и актёры из «Under Milkwood»
- Лучший британский продюсер: Джордж Мартин
- Лучший классический сольный альбом: Жаклин дю Пре — «Elgar, Cello Concerto»
- Лучший международный альбом: Simon and Garfunkel — «Bridge over Troubled Water»
- Лучший оркестровый альбом: Бенджамин Бриттен — «War Requiem»
- Лучший британский альбом: The Beatles — «Sgt. Pepper’s Lonely Hearts Club Band»
- Лучший британский новый исполнитель: Julie Covington
- Лучшая британская исполнительница: Ширли Бэсси
- Лучшая британская группа: The Beatles
- Лучший британский исполнитель: Клифф Ричард
- Лучший британский сингл: Queen — «Bohemian Rhapsody» & Procol Harum — «A Whiter Shade Of Pale» (Joint Winners)
- Выдающийся вклад в музыку: L.G. Wood and The Beatles (Joint Winners)